# Umberto Chiacchio
Umberto Chiacchio (Grumo Nevano, Kampanija, 8. veljače 1930. – Giugliano, 18. listopada 2001.)  bio je talijanski političar, član postfašističke stranke Movimento Sociale Italiano.
Bio je izvršni direktor Italgesta, 1972. izabran je za zamjenika i predsjednik Komisije za riznicu.